# Lucinda Price
Lucinda "Luce" Price (n. agosto de 1992) es la protagonista principal de la saga de Oscuros, escrita por la escritora Lauren Kate, la saga es relatada desde la perspectiva de la autora. En la adaptación cinematográfica de la saga, el personaje es interpretado por la actriz Addison Timlin. El 9 de septiembre de 2022 se anunció la serie de televisión de Fallen (Oscuros) donde el papel de Lucinda Price paso ahora para el actriz británica Jessica Alexander.
Luce y su familia viven en Savannah, Georgia (USA), en donde desde una edad temprana empezó a ver sombras amorfas y demonios siniestro, lo cual la llevaron a muchas citas, reuniones con psicólogos y medicamentos, después Luce empezó a guardar silencio por el miedo a que creyeran que se estaba volviendo loca, pero en un incidente ya en su adolescencia fue enviada al reformatorio de Espada y Cruz, también por sus registros de recaídas y antecedentes con psicólogos en su niñez fue matriculada. 
En Espada y Cruz Luce comienza con el pie izquierdo, en el comienzo tiene problemas de adaptación y empieza a tener conflictos con algunos compañeros en el reformatorio, pero luego encuentra dos motivos para estar algo cómoda en ese lugar, Daniel Grigori y Penn, Penn será su mejor apoyo, su confidente y su mejor amiga en la escuela, mientras que con Daniel tendrá esa extraña conexión.

## Biografía
Antes de la creación de la Tierra, Lucinda y Daniel, eran dos ángeles en el cielo, ambos se enamoraron. Lucinda era un arcángel, uno de los más poderosos, el tercero en la lista de sucesión junto a Lucifer, ambos habían sido creados para hacer la mañana y el atardecer. Lucinda había amado a Lucifer pero sus actitudes y su comportamiento la desilusionaron, sobre todo porque descubre que la estuvo usando para sus propósitos egoístas, ella se enamoró por completo cuando conoció a Daniel.  
Cuando Luce y Daniel se conocieron, Daniel escucho sus miedos, temores y la situación actual del Cielo, ambos se enamoraron en ese instante. El Trono (Dios) y Lucifer dividieron el Cielo para establecer una guerra, en el "Pase de lista", donde mencionaban a cada ángel para que pasara y tomara un lado, Daniel escogió el amor en vez de cualquier lado y fue castigado, junto con Lucinda, después de esto ambos cayeron a la Tierra junto con otros ángeles. Después de siete mil vidas Lucinda reencarna en nuestra actualidad, en el estado de Savannah, Georgia (USA). Luce había tenido un infancia poco usual, su vida estaba llena de hechos sobrenaturales que ella solo entendía, sus sueños, su vida cotidiana estaban llenas de espectros y sombras (anunciadoras), sus padres actuales, Harry Price y Doreen Price, empezaron a preocuparse por ella, llevándola con terapeutas y psicólogos para saber el estado de su hija, al no lograr un avance para sus “alucinaciones” los psicólogos y terapeutas empezaron a encontrarla mal de sus facultades mentales, lo cual Luce empezó a comprender, lo que la llevó a mentir sobre su “recuperación”, Luce nunca más volvió a decir o a mencionar a las “sombras”, para que no creyeran que se estaba volviendo loca y no preocupar más a sus padres. 
Luce había a prendido a vivir con las “sombras” y con otros hechos sobrenaturales, ella creció en un ambiente sano con los Price, a los 17 años Luce cruzaba la preparatoria privada llamada Dover, en esa preparatoria asistió como becaria para poder pagar sus estudios, en esa escuela Luce conoce a su mejor amiga Callie, quien se convierte en un salvavidas cuando es internada. Luce es invitada a una fiesta en una cabaña en el bosque, organizada por la chica rica y popular, Rachel, novia hasta en ese momento del chico bien vestido y adonis de Dover, Trevor, a lo cual Luce siente una ligera atracción, pero ella pensaba que nunca le haría caso por el estatus Cout de la escuela.
Lamentablemente en esa noche ocurre un incidente, Luce al llegar a la fiesta es vista por Trevor, quien para su sorpresa la aleja del bullicio y la lleva a una cabaña privada, dentro de la cabaña Luce y Trevor se quedan solos, el habiente empieza a fluir y este la besa, por lo cual la cabaña se prende en llamas en su totalidad, Luce y Trevor intentan salir, pero solo Luce logra escapar de la cabaña en llamas quedando Trevor a dentro, donde muere.
Tras el incidente y la muerte de Trevor, Luce fue interrogada, al no contar con suficientes pruebas de que fue lo que realmente paso, la policía de Georgia declaró sospechosa a Luce por el asesinato de Trevor. Por no tener suficientes pruebas, encontrar antecedentes de medicamentos, psicólogos y recaídas Luce fue envida a la escuela reformatorio de Espada y Cruz.
Luce llega a Espada y Cruz, el principal reformatorio de la ciudad de Savannah, donde los jóvenes con problemas mentales o problemas con la justicia están para ser reclutados y re-acondicionados para la sociedad.
En su primer día, Luce conoce a Daniel a fuera de San Agustín un edificio llamado así y que se encuentra dentro de Espada y Cruz, para esto Daniel ya sentía su presencia y en su mente predijo su llegada, al percatarse de su llegada Luce y Daniel tienen su “amor a primera vista”, pero Daniel no quiere cometer ciertos errores del pasado así que para que Luce se desilusione de él en ese instante, él le levanta el dedo del medio, haciendo que Luce se sorprenda y quede atónita. En el transcurso del día Luce conoce a Penn, quien se convierte en su mejor amiga, ella le ayuda “acosar” a Daniel, poco después Penn descubre que Daniel viene de un orfanato. Antes de esto una serie de eventos ocurren. En el día de su primera detención, una estatua de un ángel vengador está a punto de caerle encima, pero Daniel la salva. Los días transcurre y Luce va conociendo a sus compañeros un poco más, Gabbe Givens, que al principio le molestaba por su carácter de niña rica y superficial al final se da cuenta de que Gabbe esta de su lado y de su erro, ya que Luce pensaba que entre Gabbe y Daniel había algo, cosa que no fue así, era todo lo contrario Gabbe aconsejaba a Daniel a que no se alejara de Luce, Roland Sparks quien se caen bien desde el primer momento que se ven, Luce piensa que puede ser el mejor amigo de Daniel, Molly Zane con quien no tiene ningún tipo de buena relación, después de que esta le arrojara pastel de carne en la cafetería de la escuela en frente de todo el cuerpo estudiantil, Arriane Alter quien se convierte en su amiga después de Penn y pasan unos momento muy agradables, la compañía de Arriane le suele gustar mucho a Luce, por su temperamento de niña algo loca y despreocupada, Todd Hammond con quien se relaciona muy poco antes de que el muriera en un incendio en la biblioteca y por último esta Cam Briel el chico todo opuesto a Daniel, Cam siempre coquetea con Luce cada vez que tiene la oportunidad a lo cual Luce siempre trata de persuadir sin éxito.
Harry y  Doreen Price son los padres “biológicos” de Luce en esta vida, ellos la aman por completo, ambos sufre los males de las supuestas “alucinaciones” que presenta su hija a una corta edad, los padres de Luce siempre tratan de hacer todo lo posible para que Luce se recupere llevándola con psicólogos y doctores. Ellos radican en Savannah, Georgia. Harry y  Doreen Price se conocieron en un concierto de la cantante Lucinda Williams, eh ahí el nombre de Luce en esta nueva vida. Los Price no son de la religión cristiana, por lo que Luce no está bautizada en esta vida, a lo cual Luce no hizo el pacto con Dios, así que si ella muere en esta vida, no volverá a reencarnar.
Ella vio a sus padres por última vez justo antes de que ella fuera a buscar las tres reliquias sagradas para detener el plan de Lucifer de borrar el pasado. Luce estaba muy triste porque ya no volvería a ver a sus padres, ya que había aceptado a ser mortal junto con Daniel, ya que ambos volverían a nacer. No se sabe si Harry y Doreen se enteraron de que su hija había "muerto" o cómo era su vida después de sus reencarnaciones.

## Nombre
Lucinda es un nombre de origen Americano. Lucinda en latín, significa la iluminación, la luz elegante, también significa diosa romana del parto y dador de la primera luz de los recién nacidos. También se refiere por María como Señora de la Luz de la Biblia. Luce es en realidad el nombre de la cantante favorita de sus padres, Lucinda Williams, aunque originalmente el primer nombre de Luce es Lucinda, parece evidente que no existe un vínculo que su nombre original y el nombre maldito de su última vida, sea la misma, ya que Daniel, ayudó a crear un espacio vacío diciéndole al Trono, en el “Pase de lista”, una laguna de recuerdos.

## Apariencia
Luce se describe como muy hermosa. Su cabello es negro rizado y solía ser largo, pero se quemó en el incendio donde murió Trevor, después su madre se lo cortó a la altura de los hombros. Ella tiene ojos castaños color avellana, piel pálida y tiene pequeños dientes rectos. Ella se ve a lo largo del primer libro con su uniforme de color negro (el uniforme de Espada y Cruz). En El poder de las sombras, se pinta el cabello de color rubio oxigenado, su amiga Shelby Sterris se lo colorea para darle un matiz a su relación con Daniel, aunque al final del libro se lo tiñe de nuevo a negro.

## Comienzos
En el primer libro Luce fue enviado a la escuela reformatorio de Espada y Cruz cuando ella era sospechoso de estar involucrada en un incendio en una cabaña, matando a su amor platónico, Trevor. Desde que era joven, ella ha visto "sombras" (más tarde llamadas 'anunciadoras'). Luce ha reencarnado cada diecisiete años pero es incapaz de recordar cualquiera de sus vidas pasadas. En El poder de las sombras, es enviada a una escuela de elite llamada “Escuela de la Costa” o comúnmente llamada por los ángeles caídos, “La escuela de los Nephilim” (en esta escuela los Nephilims conviven con los mortales sin que ellos se den cuenta), para que pudiera ser protegida de los enemigos. En La trampa del amor, visita sus vidas pasadas con Bill, engañada por él ya que ella no sabe que es Lucifer. Ella quiere encontrar el final de la maldición, y descubre mucho sobre su pasado. En La primera maldición, descubre que ella solía ser un arcángel, el tercero en la línea de sucesión. Al término, el deseo de Luce era permanecer siempre con Daniel, así que ella sacrificó todo por él pidiéndole al Trono su sacrificio, este sacrificio fue perder todos sus recuerdos, y nacer de nuevo como un ser humano ordinario, ya que era la única solución para el final de la maldición. Aunque ya no eran ángeles, Luce y Daniel se reencuentra otra vez para enamorarse por primera y última vez.

## Pasado
La invención al amor.
El Trono (Dios, llamado así por los ángeles) cuando dejó el cielo para la creación de la Luna y el Sol, el lugar se empezó a regir solo, la tarea de los ángeles era adorar al Trono, pero él últimamente no estaba presente, entonces empezaron a sentirse inútiles. Los rumores en el cielo eran que pronto los seres humanos, una nueva raza, sustituirán a los ángeles. Lucifer, el lucero del alba comenzó a caer en el amor con Lucinda, el tercer ángel en la línea de sucesión (junto a Gabbe). La besó y le enseñó a amar. Pronto dejó su asiento de planta por él,  entonces Lucifer le preguntó a Lucinda si lo adoraba, Ella se negó y respondió que la adoración es sólo para el Trono, pero Lucifer no se rindió, él escribió una canción para ella:
De todos los pares del Trono en la aprobación, ninguno se elevó a quemar tan brillante, como Lucifer, la estrella de la mañana, y Lucinda, la luz de la tarde.
Lucinda comenzó a temerlo y Lucifer temía que ella podría no corresponderle, entonces hizo que Lucinda cantara la canción, entonces ella se enamoró de él. Después temía que el Trono la odiara después de eso, y también lo que sería si los otros ángeles se enteraran del amor de ambos.

### Daniel reunión
Una vez que Lucinda estaba llorando en el prado del cielo, la sombra de un ángel se movía sobre ella, ella levantó la voz y le dijo que la dejara sola. Cuando levantó la cabeza, se dio cuenta de que Daniel estaba ahí, con ella, le pregunto por qué había venido, el respondió porque había estado observándola, esto se debió a que Lucinda fue el primer ángel en llorar, le preguntó que le está pasando, durante un momento buscó las palabras y dijo: "Siento que estoy perdiendo la luz." Ella le contó toda su historia y él escuchó todo. En realidad nadie la había escuchado durante mucho tiempo. Al final, los ojos de Daniel estaban mojadas por sus lágrimas y la consoló.

## El poder de las sombras
Artículo principal: El poder de las sombras
En El poder de las sombras, Luce es enviada a una nueva escuela de elite en California, llamada Escuela de la Costa. Daniel le asegura que estará protegida ahí, pero solo si se queda dentro de los límites de la escuela, pronto se descubre que es un refugio para los Nephilims - híbridos parte ángel parte humano -. A Luce le inquieta de lo que tiene que estar protegida, después explora el nuevo mundo paranormal que se ha fijado en ella. Cuando descubre el propósito de las sombras o "anunciadoras”, ella se interesa en aprender a utilizarlas y saber más de sus vidas pasadas. En este libro Luce y Daniel siempre están en conflictos, por el misterio que aun la rodea y por qué Daniel se rehúsa a contarle lo que está pasando, mientras que también por otro lado Luce batalla contra sus sentimientos con otro chico que es Nephilim en la Escuela de la Costa, Miles Fisher. Pronto, nuevos poderosos enemigos surgen, ángeles renegados conocidos como “Desterrados” (Ángeles que no están del lado de Dios ni de Lucifer), están decididos en aprovechar lo que Luce les puede dar y usarla como su entrada de nuevo al cielo. Luce y Daniel tienen que luchar aún más duro por su amor. Las apuestas se subieron y el verdadero precio de Luce sale a la luz.

## La trampa del amor
Artículo principal: La trampa del amor
En La trampa del amor, Luce se desplaza hacia atrás en el tiempo para descubrir los secretos de su pasado. Con la ayuda de un compañero, una gárgola insidiosa llamada Bill. Ella explora la vida de muchas de sus últimas vidas: Ix Cuat, princesa Lys, Lucía, Lu Xin y muchas más, con la esperanza de descubrir la razón de su existir y la maldición de Daniel y de ella, para poder romperla. Daniel está buscándola desesperadamente a través del tiempo, y reviviendo el dolor que a sentido durante décadas al perder a Luce, empieza a descubrir una trama siniestra conjurada por su mayor adversario del cielo (Lucifer). Pronto, el destino de la humanidad de pende de un hilo, y esta en Luce y Daniel y en sus amigos detener la destrucción y salvar el mundo.

## La primera maldición
Artículo principal: La primera maldición
En La primera maldición, Luce va en una búsqueda con Daniel y los demás a buscar diferentes artefactos para detener a Lucifer de llevar a cabo sus planes para restablecer el pasado. A lo largo de este trayecto, se enfrentan a muchas batallas que incluían a los “Desterrados” (pero después se convierten en aliados en su búsqueda). Más tarde se reveló que Lucinda era el tercer arcángel, junto a Gabbe. A continuación, se entera de que su primer amor era en realidad Lucifer y que todavía siente rencor por su amor perdido. Al final, Daniel y Lucinda renacieron como seres humanos y se les dio una segunda oportunidad a su amor, pero la pérdida de todos sus recuerdos también era una de las condiciones del Trono para volverlos humanos y la prohibición de sus viejos amigos de buscarlos.

## Unforgiven
Lucinda Price no hace acto de presencia en esta Novela, sin embargo una de sus vidas pasadas hace una breve aparición en uno de los capítulos de Interludio (Desintegración Tribu de Dan, Canaán del Norte Aproximadamente 1000 a. C. . - Vida pasada), se llama Liat Lucinda Bat Chana, es amiga de Lilith (La amante de Cam) y se muestra el momento que arde en llamas en presencia de Dani (Daniel del Pasado).

## Vidas pasadas de Luce

### Vidas mencionadas en La trampa del amor
- Lucinda  - Tercer Arcángel en el Cielo.
- Lushka  -  Chica de Moscú, Rusia.
- Lucía  - Una enfermera en Milán, Italia.
- Lucinda – Época victoriana -nobleza-, Helston, Inglaterra.
- Lulu – Tahití.
- Lucinda Müller -  Prusia.
- Lys Virgily - princesa de Francia.
- Lucinda – Aspirante actriz, Londres, Inglaterra.
- Ix Cuat - Ofrenda para los dioses (sacrificio maya), Mesoamérica.
- Lu Xin – Iba a casarse con el emperador Yin, China antigua.
- Layla - una criada. Memphis, el antiguo Egipto .
- Lucinda - campesina, en la época medieval, Inglaterra.

### Otras Vidas Pasadas
- Liat Lucinda Bat Chana - Unforgiven Capítulo Interludio (Desintegración Tribu de Dan, Canaán del Norte Aproximadamente 1000 a. C.)

- Lucinda - 1992 (Tiene una hermana llamada Vera)